# Platorchestia pachypus
Platorchestia pachypus is een vlokreeftensoort uit de familie van de Talitridae. De wetenschappelijke naam van de soort is voor het eerst geldig gepubliceerd in 1937 door Derzhavin.